# Nikka Whisky Distilling

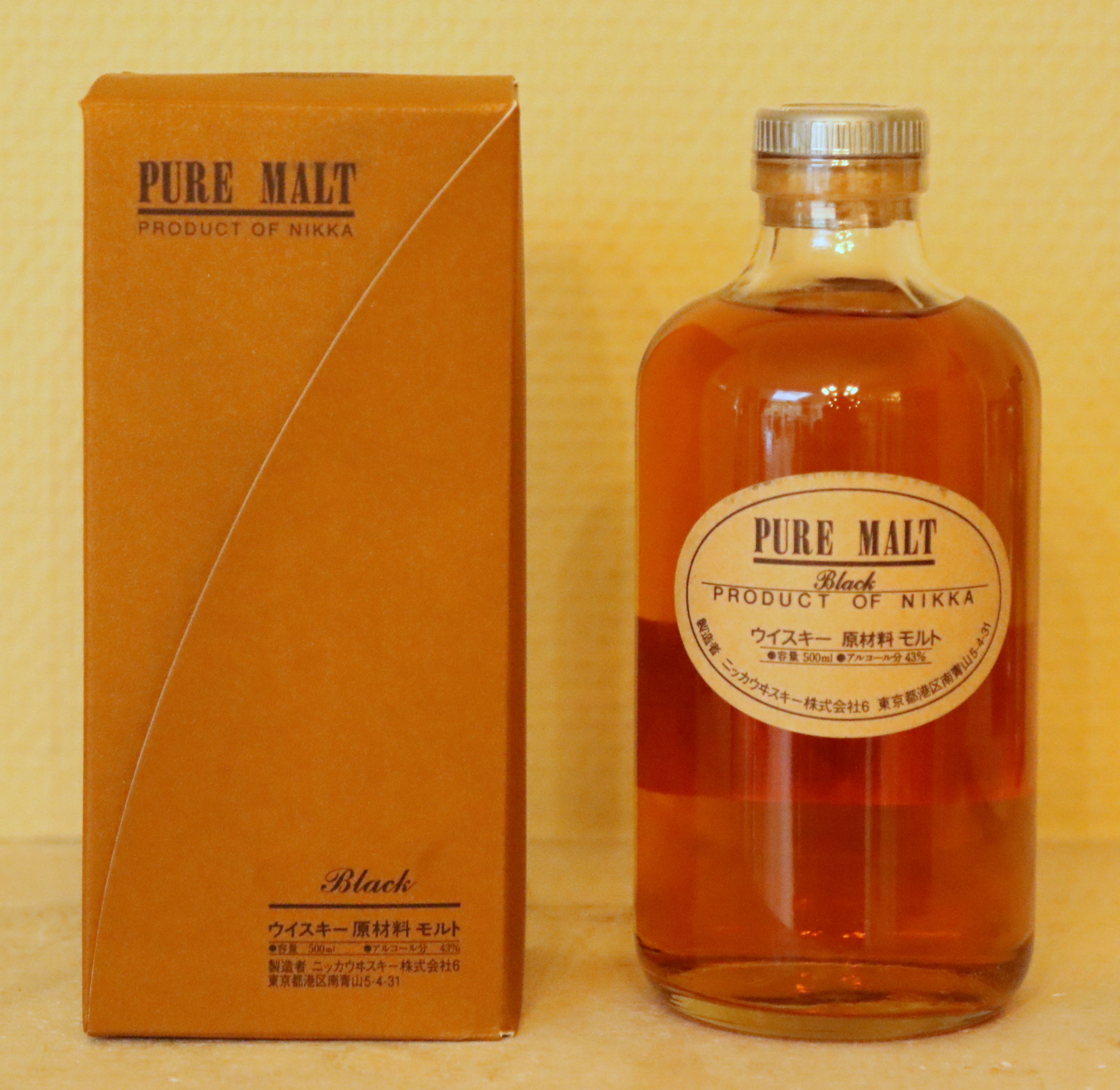
Nikka Whisky Pure Malt Black

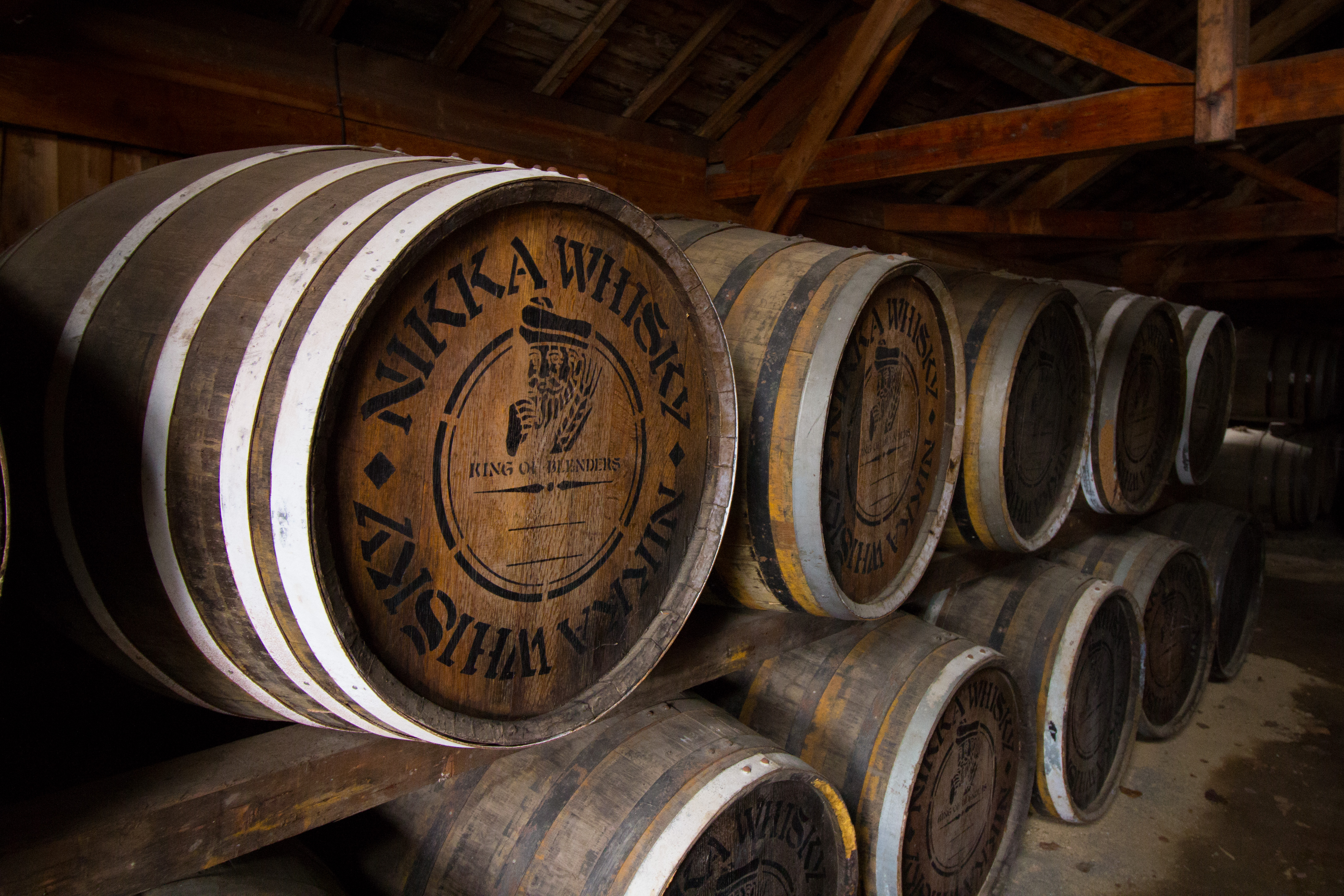
NIKKA WHISKYin der Yoichi Distillery

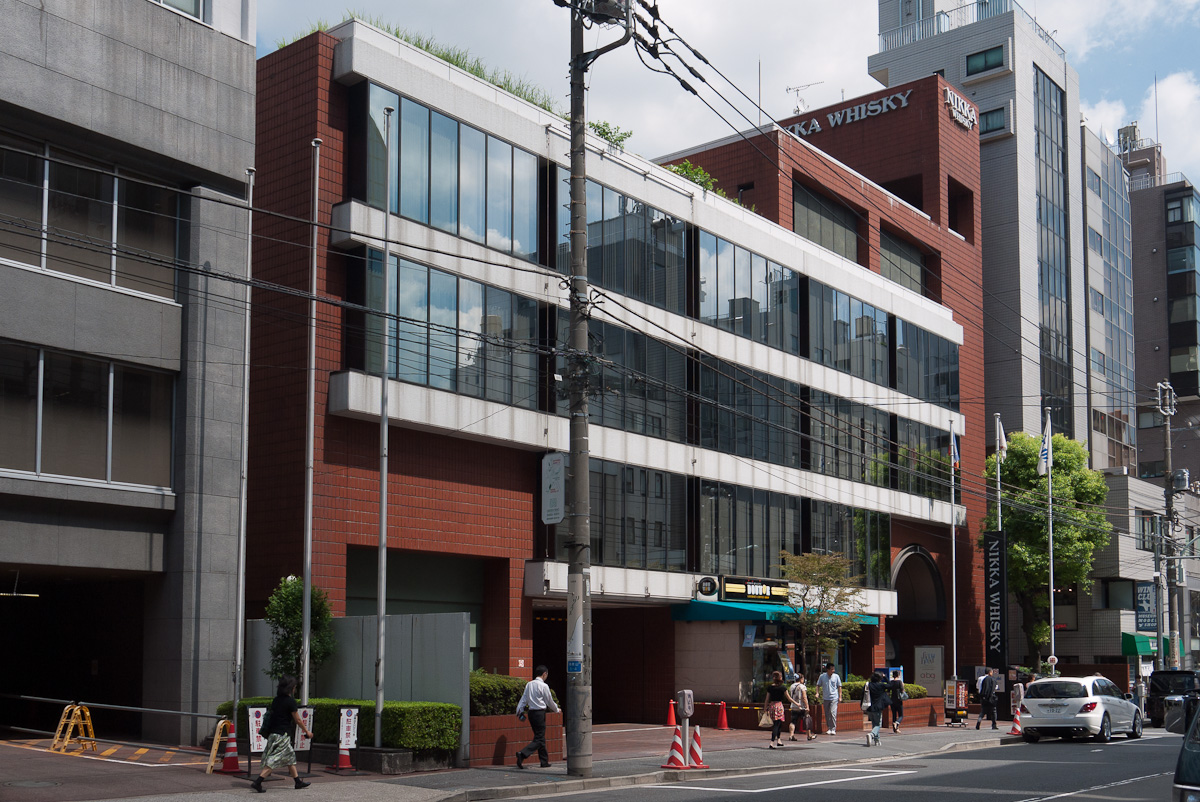
NIKKA WHISKY -Unternehmenszentrale Tokio

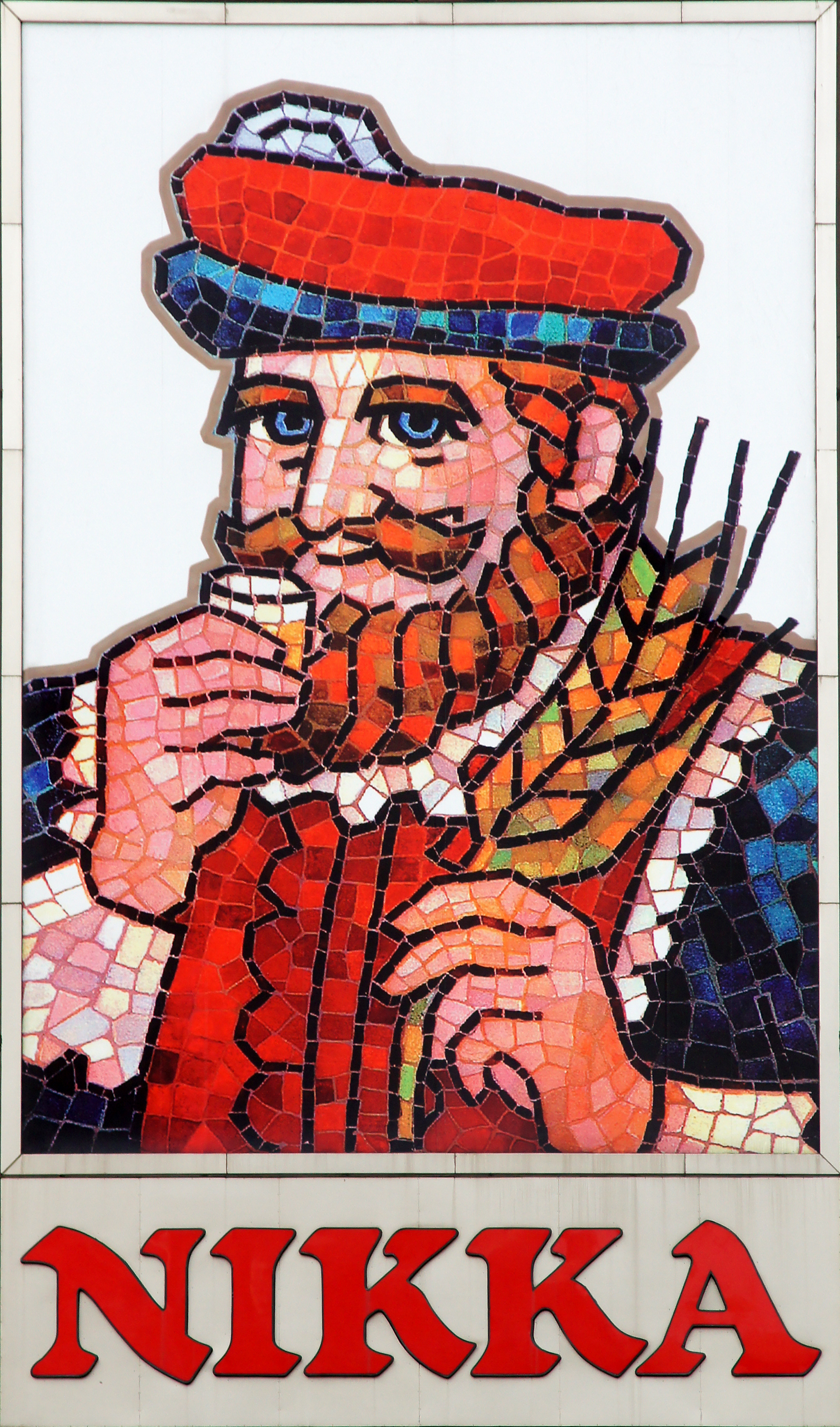
Nikka Whisky Destillery – Unternehmenslogo

Die Nikka Whisky Distilling Co. Ltd. (ニッカウヰスキー株式会社, Nikka Uwisukī Kabushiki-gaisha) ist ein 1934 von Masataka Taketsuru gegründeter Hersteller von japanischem Whisky und anderen Getränken mit Hauptsitz in Tokio. 1954 übernahm die ASAHI Breweries Co.Ltd. 50 % der Anteile von Nikka und kaufte die restlichen 50 % der Anteile 2001.
Das Unternehmen betreibt eine Reihe von Brennereien in Japan, darunter zwei Whisky-Brennereien, die Yoichi-Brennerei in Yoichi, Hokkaidō (gegründet 1934), und die Miyagikyo-Brennerei in Aoba-ku, Sendai, Präfektur Miyagi, Nord-Honshū (gegründet 1969). Außerdem besitzt sie die Ben Nevis Distillery (1989 erworben) in Schottland.

## Unternehmensgeschichte
Der Gründer, Masataka Taketsuru, reiste 1918 nach Schottland, um den Prozess der Destillation von schottischem Whisky aus erster Hand zu erfahren. Er studierte organische Chemie an der Universität Glasgow und die Herstellung von Malt Whisky in der Hazelburn-Brennerei in Campbeltown nahe Mull of Kintyre. Er heiratete Jessie Roberta „Rita“ Cowan, die Tochter eines Glasgower Arztes, und kehrte mit ihr 1920 nach Japan zurück. Im Jahr 1923 trat er in die Firma Kotobukiya (heute Suntory) ein und half beim Aufbau einer Brennerei, bevor er 1934 Nikka gründete. Er galt als Begründer der japanischen Whiskyindustrie, denn er hat mit Nikka und Suntory jeweils die erste Brennerei der beiden größten Destillerien Japans gegründet.
Nach seinem Tod wurde das Unternehmen von seinem Adoptivsohn Takeshi Taketsuru geleitet, der es erheblich ausbaute. Unter Takeshis Führung sind die Exporte von Nikka auf rund 100.000 Kisten pro Jahr gestiegen, und 2001 wurde der Nikka Yoichi 10-Years-Old Single Cask als erster Nicht-Scotch-Wein vom Whisky Magazine mit dem Preis „Best of the Best“ ausgezeichnet. Takeshi Taketsuru verstarb im Jahre 2015 90-jährig. Aktueller CEO ist Kazutomo Tamesada.